# Wskaźnik akumulacja/dystrybucja
Wskaźnik akumulacja/dystrybucja – stworzony przez Marca Chaikina wskaźnik analizy technicznej notowań giełdowych, którego istotą jest dodawanie lub odejmowanie wolumenu każdego dnia w zależności od stosunku ceny zamknięcia do ceny minimalnej i maksymalnej.
Formuła na wyliczenie parametru close location value:
{\displaystyle CLV={\frac {(cena\ zamkniecia-cena\ minimalna)-(cena\ maksymalna-cena\ zamkniecia)}{cena\ maksymalna-cena\ minimalna}}.}
CLV przyjmuje wartości od -1 (gdy cena zamknięcia jest jednocześnie cena minimalną) do +1 (gdy cena zamknięcia jest ceną maksymalną).
{\displaystyle Accum/Distr=Accum/Distr_{poprz}+wolumen\times CLV.}
Aktualną wartość wskaźnika akumulacja/dystrybucja otrzymuje się przez zsumowanie poprzedniej wartości z iloczynem wolumenu i CLV. Moment rozpoczęcia pomiaru (poziom zerowy) i, co za tym idzie, bezwzględna wartość wskaźnika nie są istotne.